# Ariel Alvarado
Ariel Alberto Alvarado Carrasco (1959, Ciudad de Panamá), también conocido como Triple A, es un abogado y dirigente deportivo panameño. Fue presidente de la Federación Panameña de Fútbol entre 2003 y 2010, y miembro del Comité Ético de la FIFA entre 2007 y 2015. También formó parte del Comité Ejecutivo de la CONCACAF entre los años 2007 y 2012.
A finales de 2015 fue acusado de corrupción por el Departamento de Justicia de Estados Unidos en el caso conocido como Caso FIFA Gate
En abril de 2017 fue detenido por las autoridades panameñas, pero no fue extraditado a Estados Unidos al no permitirlo la Constitución de su país. Al respecto, Alvarado se declaró inocente y se negó a pactar acuerdo alguno con la Fiscalía. 
En octubre de 2017 quedó en libertad bajo arresto domiciliario a la espera de ser juzgado en Panamá. En noviembre de 2017, la justicia panameña declaró prescrito el delito de corrupción, uno de los dos delitos de los que se le acusaba. En abril de 2020, una tercera ola de acusaciones de la fiscalía estadounidense le reformuló los cargos por su supuesta implicación en el caso FIFA gate.
Finalmente, el 5 de septiembre de 2023 fue condenado a 12 años de prisión y de inhabilitación para el ejercicio de funciones públicas después de cumplir su condena de prisión por el delito financiero, en la modalidad de corrupción en el sector privado y blanqueo de capitales, en perjuicio de la Federación Panameña de Fútbol.

## Trayectoria
Ariel Alvarado estudió en el Colegio San Agustín, y se graduó de licenciado en derecho en la Universidad de Panamá. Fue directivo del club de fútbol de los Bravos del Projusa de la provincia de Veraguas (desaparecido en 1997) que jugó la liga ANAPROF, la actual liga panameña de fútbol. Alvarado también presidió la Liga Nacional de Fútbol No Aficionado, que fue fundada en 1993 para competir con el Anaprof y que desapareció en 1995, en enero de 1996, ambas ligas se fusionaron. El 7 de abril de 2000, Ariel Alvarado fue nombrado presidente de la Comisión Normalizadora de Fepafut con el objetivo de ordenar el desarrollo organizativo del fútbol hasta la convocatoria de las próximas elecciones. El 16 de febrero de 2003, Alvarado fue elegido presidente de la Fepafut, pero en diciembre de 2005 fueron anuladas estas elecciones por la Corte Suprema de Justicia de Panamá. Alvarado siguió teniendo el reconocimiento de la FIFA, que creó una comisión interina presidida por el propio Alvarado para organizar las próximas elecciones. El 30 de septiembre de 2006, Ariel Alvarado fue reelegido presidente de la Fepafut para el período 2006-2010. En febrero de 2007, Ariel Alvarado fue elegido miembro del comité ejecutivo de la Concacaf. En enero de 2013, Alvarado anunció su renuncia por motivos personales al comité ejecutivo de la Concacaf. En abril de 2013, la confederación anunció que Ariel Alvarado sería incluido en el Salón de la Fama de la Concacaf. El 18 de diciembre de 2007, Ariel Alvarado fue nombrado miembro del comité de ética de la FIFA, cargo que desempeñó hasta el año 2015 cuando fue acusado de corrupción en el Caso FIFA Gate.

## El caso de fraude de la FIFA
El 3 de diciembre de 2015, Ariel Alvarado fue uno de los dieciséis acusados adicionales por la justicia estadounidense en la segunda gran relación de implicados en el denominado caso FIFA Gate. Según la fiscalía de Nueva York, Alvarado habría recibido sobornos de la empresa Traffic Sports USA para la adjudicación de los derechos televisivos y de marketing de los partidos clasificatorios de los mundiales de Sudáfrica 2010 y Brasil 2014. La fiscalía de Nueva York aspiraba a juzgar al acusado Ariel Alvarado en territorio estadounidense, ya que los supuestos sobornos habrían sido cobrados a través de bancos radicados en el estado de Florida, pero la constitución prohíbe expresamente la extradición de ciudadanos panameños a los Estados Unidos. El 5 de diciembre de 2015, Ariel Alvarado emitió un comunicado de cinco puntos negando las acusaciones de corrupción, ofreciéndose a colaborar con la justicia estadounidense y precisando que los fondos cobrados como supuestos sobornos, en realidad eran aportaciones razonables de apoyo a los gastos derivados de su campaña electoral en las elecciones a la presidencia de la Fepafut. El 21 de abril de 2017, la fiscalía anticorrupción de Panamá, que investigaba los sobornos pagados en el Caso Fifagate, pidió la detención preventiva del expresidente de la Fepafut bajo la acusación de corrupción y blanqueo de dinero. Ariel Alvarado defendió su inocencia y se negó a pactar acuerdo alguno con la fiscalía. El 21 de noviembre de 2017, la justicia panameña declaró prescrito el delito de corrupción, uno de los dos delitos de los que se le acusaba. Ariel Alvarado hizo público un comunicado de ocho puntos dando explicaciones de varios aspectos de su procesamiento y reiterando de nuevo su inocencia. El 19 de diciembre de 2019, Ariel Alvarado fue inhabilitado a perpetuidad por el Comité de Ética de la FIFA y multado con quinientos mil Franco suizo por infringir el artículo 27 (cohecho) del código ético. El 6 de abril de 2020, un tercer escrito de la fiscalía estadounidense amplió las acusaciones por el caso Fifagate a otros cuatro implicados. En el mismo escrito se reformularon las acusaciones a trece de los implicados en los anteriores escritos. Uno de esos trece era Ariel Alvarado, al que se acusaba ahora de blanqueo de capitales, fraude electrónico y conspiración para delinquir. El 5 de septiembre de 2023 fue condenado a 12 años de prisión y de inhabilitación para el ejercicio de funciones públicas después de cumplir su condena de prisión por el delito financiero, en la modalidad de corrupción en el sector privado y blanqueo de capitales, en perjuicio de la Federación Panameña de Fútbol.